# 수원가정법원

수원지방법원 청사

수원가정법원(水原家庭法院)은 경기도 수원시, 화성시, 오산시, 용인시를 포함한 경기도 남부 지역을 관할하는 대한민국의 가정법원이다. 수원가정법원에서의 소년보호사건은 수원가정법원 본원 관할에 포함되며, 그외 사건은 위의 4개시는 본원에서, 나머지는 각 지원에서 관할한다. 2019년 3월 15일 동수원등기소 청사에 있던 수원지법 가정별관을 개편하여 출범했다. 2020년 11월 수백 m 떨어진 곳에 신청사가 준공되어 2021년 1월 18일 영통동 961-5로 이전하였다

## 소재지
- 본원: 경기도 수원시 영통구 매영로345번길 67(영통동)
- 성남지원: 경기도 성남시 수정구 산성대로 451 (단대동)
- 여주지원: 경기도 여주시 세종로45번길 25 (상동 351-33)
- 평택지원: 경기도 평택시 평남로 1036 (동삭동)
- 안산지원: 경기도 안산시 단원구 광덕서로 75 (고잔동)
- 안양지원: 경기도 안양시 동안구 관평로 212번길 70 (관양동)

## 관할 구역
- 수원가정법원(본원) 관할: 수원시, 화성시, 오산시, 용인시
- 성남지원 관할: 성남시, 광주시, 하남시
- 여주지원 관할: 여주시, 양평군, 이천시
- 평택지원 관할: 평택시, 안성시
- 안산지원 관할: 안산시, 광명시, 시흥시
- 안양지원 관할: 안양시, 군포시, 의왕시, 과천시
- 소년보호사건은 위 모든 지역 사건을 본원에서 관할한다.